# José Bernardo Alzedo Retuerto
José Bernardo Alcedo Retuerto (también Alcedo) (Lima, 20 de agosto de 1788-Lima, 28 de diciembre de 1878) fue un músico y compositor afroperuano. Él y Pedro Ximénez Abril Tirado fueron los compositores peruanos más importantes de la primera mitad del siglo XIX. Vivió en Santiago de Chile entre 1824 y 1864.

## Biografía
Hijo del médico cirujano José Isidro Alzedo y la mulata libre Rosa Retuerto, estudió música en el convento de San Agustín, donde fue alumno de los sacerdotes Cipriano Aguilar y Pascual Neves. A los 18 años, compuso su obra Misa en Re Mayor. En 1807, vistió el hábito de hermano dominico y asumió la enseñanza de los niños coristas del convento de Santo Domingo.
En 1821, participó en el concurso que convocó José de San Martín para elegir el Himno Nacional del Perú. Su composición musical resultó vencedora, junto a la letra del abogado y poeta iqueño José de la Torre Ugarte. Por este tiempo también compuso una famosa canción popular titulada «La chicha» con letra del mismo Torre Ugarte.
Viajó a Chile en 1823, donde siguió dedicándose a la música. En 1833, ingresó al coro de la catedral de Santiago, donde fue maestro durante 18 años. Fue uno de los fundadores, junto a Isidora Zegers Montenegro, José Zapiola Cortés y Francisco Oliva, del Semanario Musical, la primera publicación periódica sobre música en Chile. Regresó en 1864 a Lima, donde compuso muchas canciones religiosas y patrióticas.
En el año 1868, Alzedo publicó su Filosofía Elemental de la Música, tratado de teoría musical.
En 1869, se restauró la partitura del Himno Nacional peruano; la melodía de Alcedo fue armonizada por Claudio Rebagliati (1843-1909) y se convirtió en la versión oficial desde 1901, declarada intangible en 1913. Existen tres versiones: para orquesta sinfónica, para banda militar y para canto y piano.